# Златко Краньчар
Златко Краньчар (хорв. Zlatko Kranjčar; 15 листопада 1956, Загреб, СФРЮ — 1 березня 2021, Загреб, Хорватія) — югославський і хорватський футболіст, хорватський футбольний тренер.

## Біографія
Легенда загребського «Динамо» і віденського «Рапіда». У складі «Динамо» під керівництвом Мирослава Блажевича був чемпіоном Югославії. В «Рапіді» двічі виграв чемпіонат Австрії.
Після закінчення кар'єри став тренером. Двічі привів «Кроацію» до завоювання титулу чемпіона Хорватії. У 2002 році виграв хорватський чемпіонат з «Загребом». Тоді у складі «Загреба» був Івиця Олич.
Очолював збірну Хорватії з 2004 по 2006 роки. Під його керівництвом хорватська національна команда впевнено пробилася на чемпіонат світу. Але у фінальній частині його підопічні не вийшли з групи. Після цього Краньчар пішов у відставку. Йому можна поставити в заслугу те, що він залучив до збірної Луку Модрича.
У 2010 році Кранчар очолив збірну Чорногорії. Але після гарного старту національної команди в кваліфікації на вихід на чемпіонат Європи, коли за два матчі до кінця відбіркового циклу Чорногорія займала друге місце в групі, 8 вересня 2011 року він був звільнений. Деян Савичевич, президент Федерації футболу Чорногорії, сказав на це: «У Кранчара була проблема, яку ми ретельно намагалися приховувати. Ця проблема пов'язана з алкоголем». Сам Кранчар спростував слова Деяна.

## Особисте життя
Його син Ніко є професійним футболістом.
1 березня 2021 року Златко Краньчар помер у віці 64 років після короткої, але важкої хвороби. Стан його здоров'я погіршився в Задарі, де він потрапив до лікарні. Його терміново перевели в Загреб, але лікарі не змогли врятувати йому життя.

## Досягнення

### Як гравця
- Чемпіон Югославії 1981/82 у складі «Динамо»
- Володар Кубка Югославії 1979/80 і 1982/83 у складі «Динамо»
- Чемпіон Австрії 1986/87 і 1987/88 у складі «Рапіда»
- Володар Кубка Австрії 1983/84, 1984/85 і 1986/87 у складі «Рапіда»
- Переможець Суперкубка Австрії 1986, 1987 і 1988 років у складі «Рапіда»
- Фіналіст Кубка володарів кубків 1984/85 у складі «Рапіда»
- Чемпіон Європи (U-21): 1978

### Як тренер
- Чемпіон Хорватії 1995/96 і 1997/98 з «Динамо»
- Чемпіон Хорватії 2001/02 з «Загребом»
- Володар Кубка Хорватії 1995/96 і 1997/98 з «Динамо»

## Статистика виступів
| Клуб              | Сезон             | Ліга | Ліга | Кубки | Кубки | Єврокубки | Єврокубки | Інше | Інше | Всього | Всього |
| Клуб              | Сезон             | Ігри | Голи | Ігри  | Голи  | Ігри      | Голи      | Ігри | Голи | Ігри   | Голи   |
| ----------------- | ----------------- | ---- | ---- | ----- | ----- | --------- | --------- | ---- | ---- | ------ | ------ |
| Динамо (Загреб)   | 1973/74           | 12   | 2    | 0     | 0     | 0         | 0         | 0    | 0    | 12     | 2      |
| Динамо (Загреб)   | 1974/75           | 30   | 8    | -     | -     | 0         | 0         | 0    | 0    | 30     | 8      |
| Динамо (Загреб)   | 1975/76           | 31   | 6    | 1+    | ?     | 0         | 0         | 0    | 0    | 32+    | 6+     |
| Динамо (Загреб)   | 1976/77           | 32   | 9    | ?     | ?     | 4         | 2         | 0    | 0    | 36+    | 11+    |
| Динамо (Загреб)   | 1977/78           | 18   | 9    | ?     | ?     | 0         | 0         | 0    | 0    | ?      | ?      |
| Динамо (Загреб)   | 1978/79           | 26   | 13   | ?     | ?     | 0         | 0         | 0    | 0    | ?      | ?      |
| Динамо (Загреб)   | 1979/80           | 32   | 14   | 2+    | 1+    | 2         | 0         | 0    | 0    | 36+    | 15+    |
| Динамо (Загреб)   | 1980/81           | 17   | 5    | ?     | ?     | 2         | 0         | 0    | 0    | 19+    | 5+     |
| Динамо (Загреб)   | 1981/82           | 17   | 12   | 2+    | 1+    | 0         | 0         | 0    | 0    | 19+    | 13+    |
| Динамо (Загреб)   | 1982/83           | 29   | 13   | 1+    | 2+    | 2         | 0         | 0    | 0    | 32+    | 15+    |
| Динамо (Загреб)   | 1983/84           | 17   | 7    | ?     | ?     | 2         | 2         | 0    | 0    | 19+    | 9+     |
| Динамо (Загреб)   | Разом             | 261  | 98   | 6+    | 4+    | 12        | 4         | 0    | 0    | 279+   | 106+   |
| Рапід             | 1983/84           | 13   | 6    | 6     | 2     | 2         | 1         | 0    | 0    | 21     | 9      |
| Рапід             | 1984/85           | 30   | 17   | 7     | 3     | 9         | 1         | 0    | 0    | 46     | 21     |
| Рапід             | 1985/86           | 34   | 23   | 5     | 2     | 6         | 1         | 0    | 0    | 45     | 26     |
| Рапід             | 1986/87           | 28   | 18   | 7     | 1     | 3         | 2         | 1    | 1    | 39     | 22     |
| Рапід             | 1987/88           | 31   | 17   | 2     | 0     | 4         | 2         | 1    | 0    | 38     | 19     |
| Рапід             | 1988/89           | 33   | 17   | 1     | 3     | 2         | 1         | 1    | 0    | 37     | 21     |
| Рапід             | 1989/90           | 27   | 8    | 4     | 3     | 6         | 2         | 0    | 0    | 37     | 13     |
| Рапід             | 1990/91           | 5    | 0    | 1     | 0     | 0         | 0         | 0    | 0    | 6      | 0      |
| Рапід             | Разом             | 201  | 106  | 33    | 14    | 32        | 10        | 3    | 1    | 269    | 131    |
| Санкт-Пельтен     | 1990/91           | 12   | 2    | 1     | 0     | 0         | 0         | 0    | 0    | 13     | 2      |
| Санкт-Пельтен     | Разом             | 12   | 2    | 1     | 0     | 0         | 0         | 0    | 0    | 13     | 2      |
| Всього за кар'єру | Всього за кар'єру | 474  | 206  | 40+   | 18+   | 44        | 14        | 3    | 1    | 561+   | 239+   |